# Parque Zoológico Nacional (República Dominicana)
El Parque Zoológico Nacional Arq. Manuel Valverde Podestá es un parque zoológico en la República Dominicana y uno de los más grandes de Latinoamérica.
Es una institución educativa adscrita al Ministerio de Medio Ambiente y Recursos Naturales, científica y recreativa de servicio público. 

## Historia e inauguración
El Parque Zoológico Nacional de la República Dominicana (ZOODOM) surge como una necesidad educativa para la República Dominicana.
En el año 1972 se comenzó a realizar esfuerzos para la creación de un zoológico que cumpliera con los altos estándares de modernidad que ameritaba el momento, ya que para entonces sólo había un viejo zoológico que no cumplía con las necesidades del momento. En septiembre de aquel mismo año, los arquitectos Manuel Valverde Podestá y Eugenio Pérez Montás pusieron en marcha la obra. Ya para el 26 de noviembre de 1974 llegaron animales traídos desde el antiguo zoológico como el monos Rhesus y arañas, buitres, pumas, cocodrilos, loros, guacamayos, cacatúas, tortugas, entre otros, el continente africano y desde los Estados Unidos.
Luego de este proceso el día 3 de enero del año 1975, fue promulgada la ley 114 que crea el Parque Zoológico Nacional Dominicano, como centro destinado al fomento de la educación, la investigación y la cultura, en lo que concierne a las ciencias biológicas en general, así como a la preservación de la fauna nacional y el 5 de julio del mismo año fue inaugurado. Fue inaugurado el 5 de julio de 1975.
Mediante la Ley N.º 78-88 del 15 de octubre de 1988 designa con el nombre de Arquitecto Manuel Valverde Podestá al Parque Zoológico Nacional.

## Funciones
El zoológico nacional desempeña una función de conservación, Investigación, Educación y Veterinaria.
El zoológico realiza programas educativos enfocados en educación ambiental y la conservación de especies tanto endémicas como introducidas. También realiza funciones de intercambio principalmente África y Estados Unidos.

## Ubicación
Localizado en el Distrito Nacional de la República Dominicana donde se puede apreciar una vista hacia el Río Isabela.

## Servicios
- Cafetería
- Servicio de tren
- Tienda de regalos
- Biblioteca
- Juegos y actividades infantiles
- Seguridad
- Área de reptiles
- Área de mamíferos
- Área de aves
- Zoológico Infantil
- Serpentario
- Zipline
- Show de aves

## Especies
Este zoológico cuenta con una cantidad más de 130  especies de plantas diferentes y de animales exóticos (y endémicos), incluyendo los siguientes:

### Aves
- Búho de orejas cortas (Asio flammeus)
- Búho excavador
- Cacatúa blanca (Cacatua alba)
- Cálao trompetista (Bycanistes bucinator)
- Casuario de casco (Casuarius casuarius)
- Cigua palmera (Dulus dominicus)
- Cigüeña común (Ciconia ciconia)
- Cigüeña marabú africana (Leptoptilus crumenifer)
- Cisne blanco (Cygnus olor)
- Cotorra cabeza amarilla (Amazona oratrix)
- Cotorra de la Hispaniola (Amazona ventralis)
- Cuervo (Corvus leucognaphalus)
- Cuyaya o Cernícalo (Falco sparverius)
- Emú (Dromaius novaehollandiae)
- Flamenco (Phoenicopterus ruber)
- Grulla coronada negra (Balearica pavonina)
- Guacamayo azul y amarillo (Ara ararauna)
- Guacamayo rojo de ala verde (Ara chloroptera)
- Halcón de cola roja (Buteo jamaicensis)
- Lechuza blanca común (Tyto alba)
- Loro gris africana (Psittacus erithacus)
- Paloma corona blanca (Patagioenas leucocephala)
- Paloma de nuca escamosa (Patagioenas squamosa)
- Paloma zenaida (Zenaida aurita)
- Perico de la Hispaniola (Aratinga chloroptera)
- Paujil (Crax rubra)
- Tórtola aliblanca (Zenaida asiatica)

### Mamíferos
- Bisonte bosque americano (Bison bison athabascae)
- Cabra pigmea (Capra aegagrus)
- Camello dromedario (Camelus dromedarius)
- Cebra de Grant (Equus quagga boehmi)
- Cebú pigmeo (Bos taurus indicus)
- Chimpancé de África occidental (Pan troglodytes)
- Eland del Cabo Sudafricano (Taurotragus oryx)
- Elefante asiático (Elephas maximus)
- Gacela saltarina sudafricana (Antidorcas marsupialis)
- Gamo europeo (Dama dama)
- Guenón vervet (Chlorocebus sabaeus)
- Hiena manchada (Crocuta crocuta)
- Jaguar brasileño (Panthera onca)
- Lémur frente blanca (Eulemur albifrons)
- León africano (Panthera leo)
- Llama (Lama glama glama)
- Mono araña (Ateles geoffroyi)
- Mono ardilla (Saimiri sciureus)
- Nilgai, o toro azul indio (Boselaphus tragocamelus)
- Oso negro americano (Ursus americanus)
- Oveja Berbería o aoudad (Ammotragus lervia)
- Oveja doméstica (Ovis aries)
- Pony (caballo pequeño) (Equus caballus)
- Rinoceronte blanco (Ceratotherium simum simum)
- Tigre de Bengala (Panthera tigris tigris)
- Venado cola blanca (Odocoileus virginianus)

### Reptiles
- Boa de la Hispaniola (Chilabothrus striatus)
- Cocodrilo americano (Crocodylus acutus)
- Hicotea sureña (Trachemys decorata)
- Iguana de Ricord (Cyclura ricordii)
- Iguana rinoceronte (Cyclura cornuta)
- Pitón birmana (Python molurus bivittatus)
- Tortuga de patas rojas (Geochelone carbonaria)

## Galería

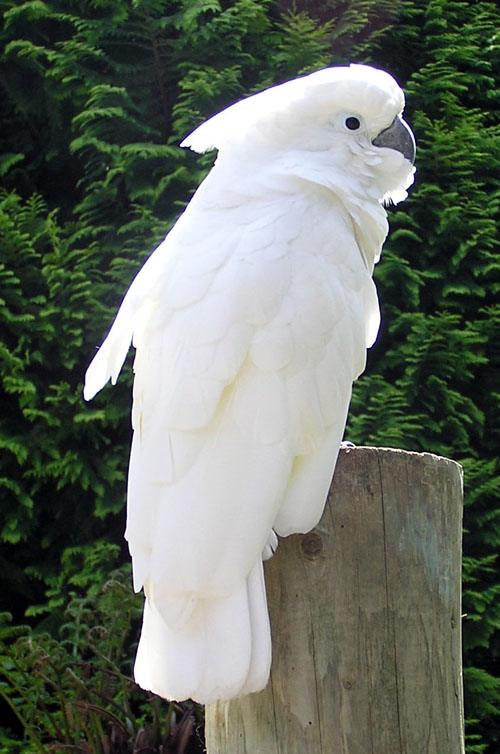
Cacatúa blanca
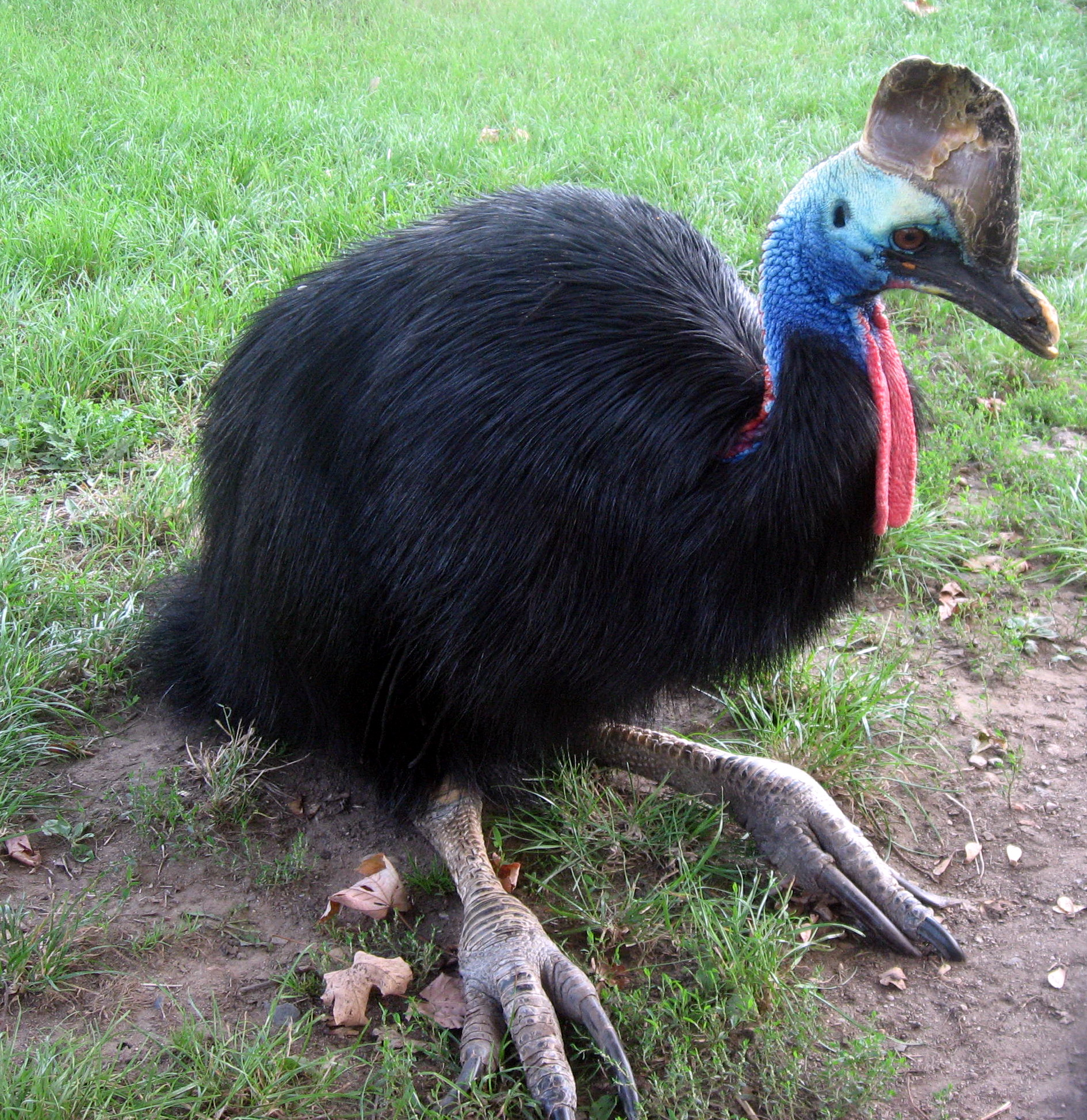
Casuario con casco
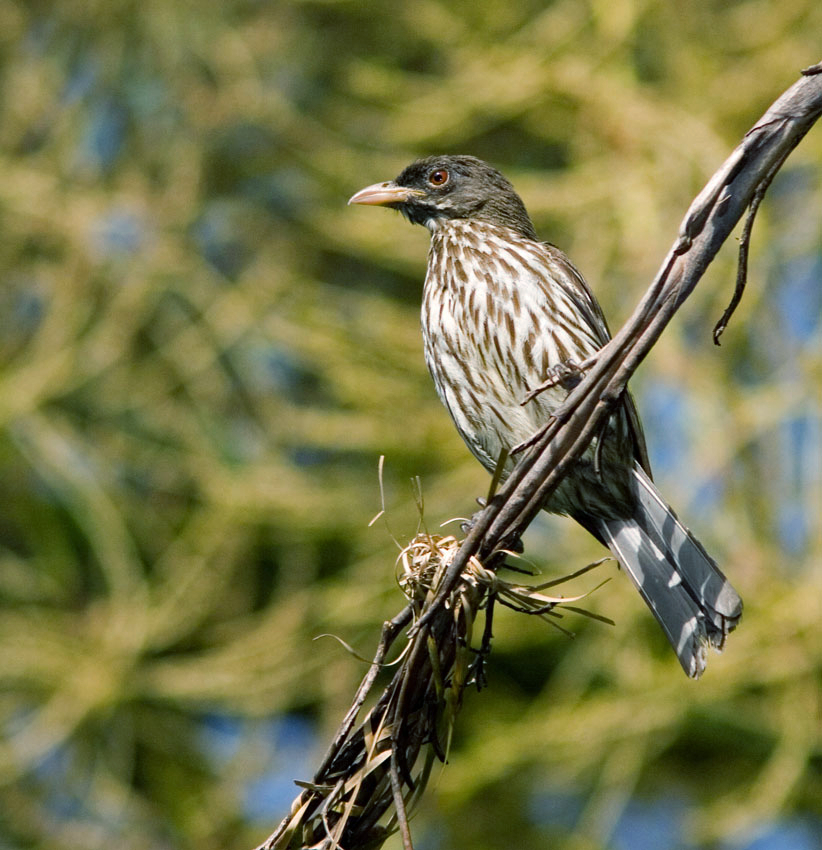
Cigua palmera
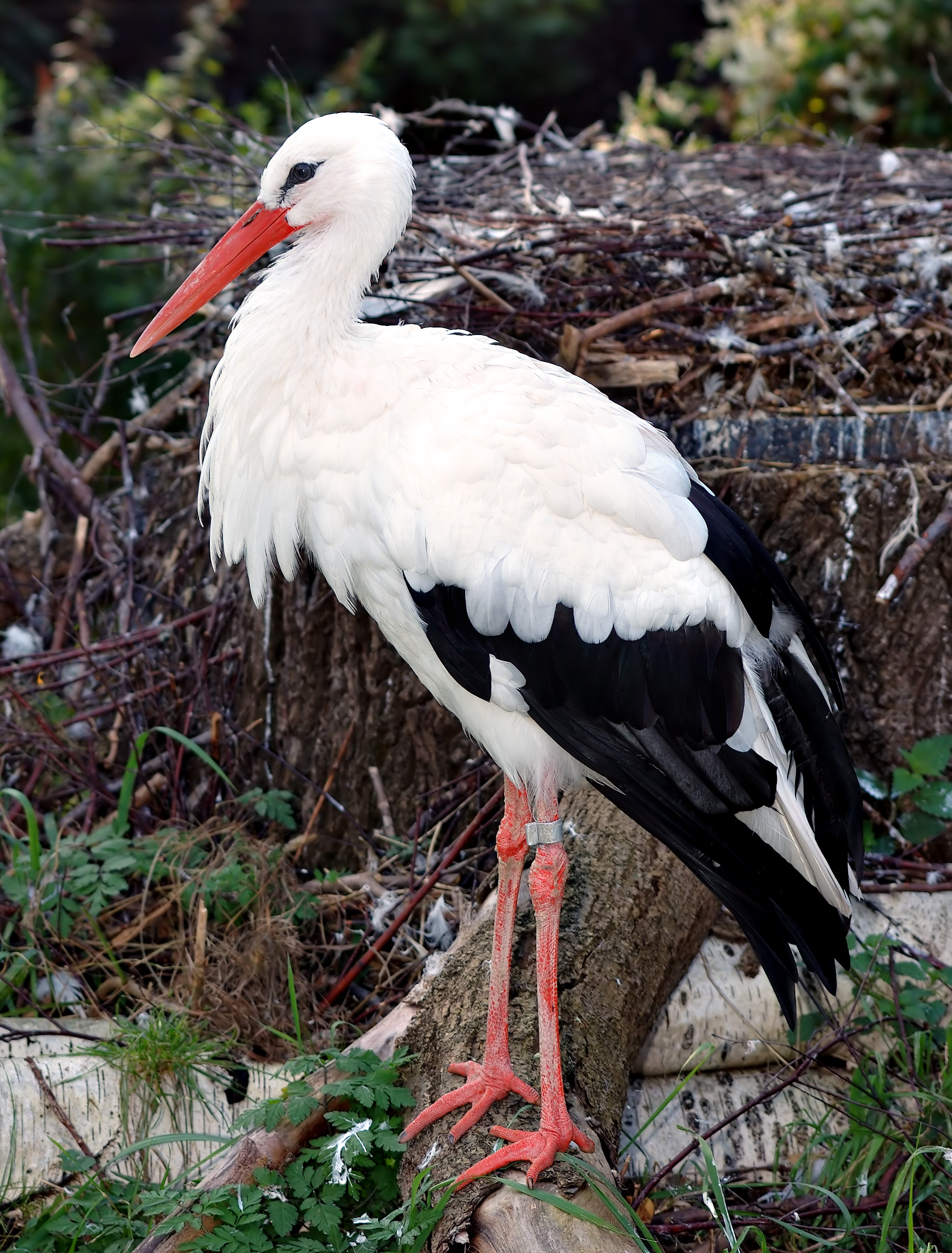
Cigüeña blanca
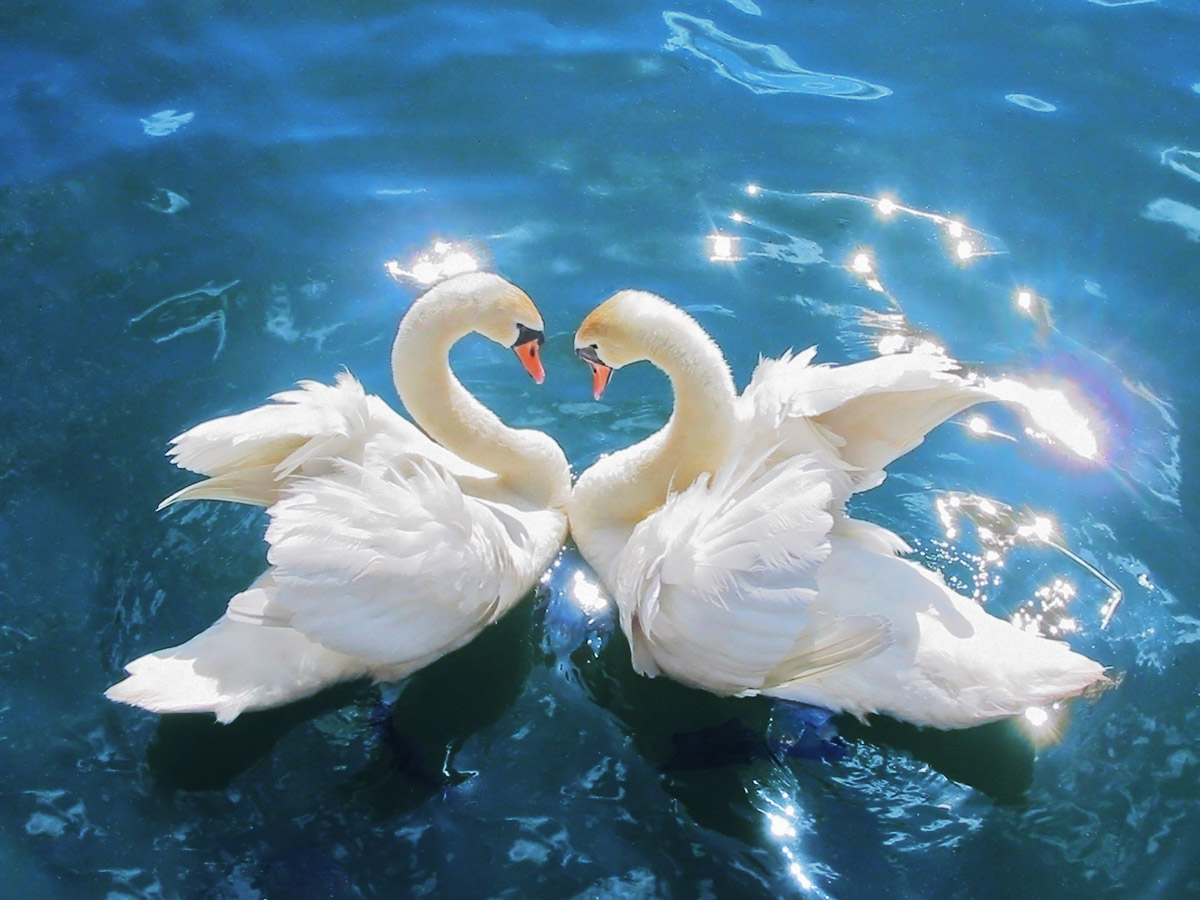
Cisne blanco
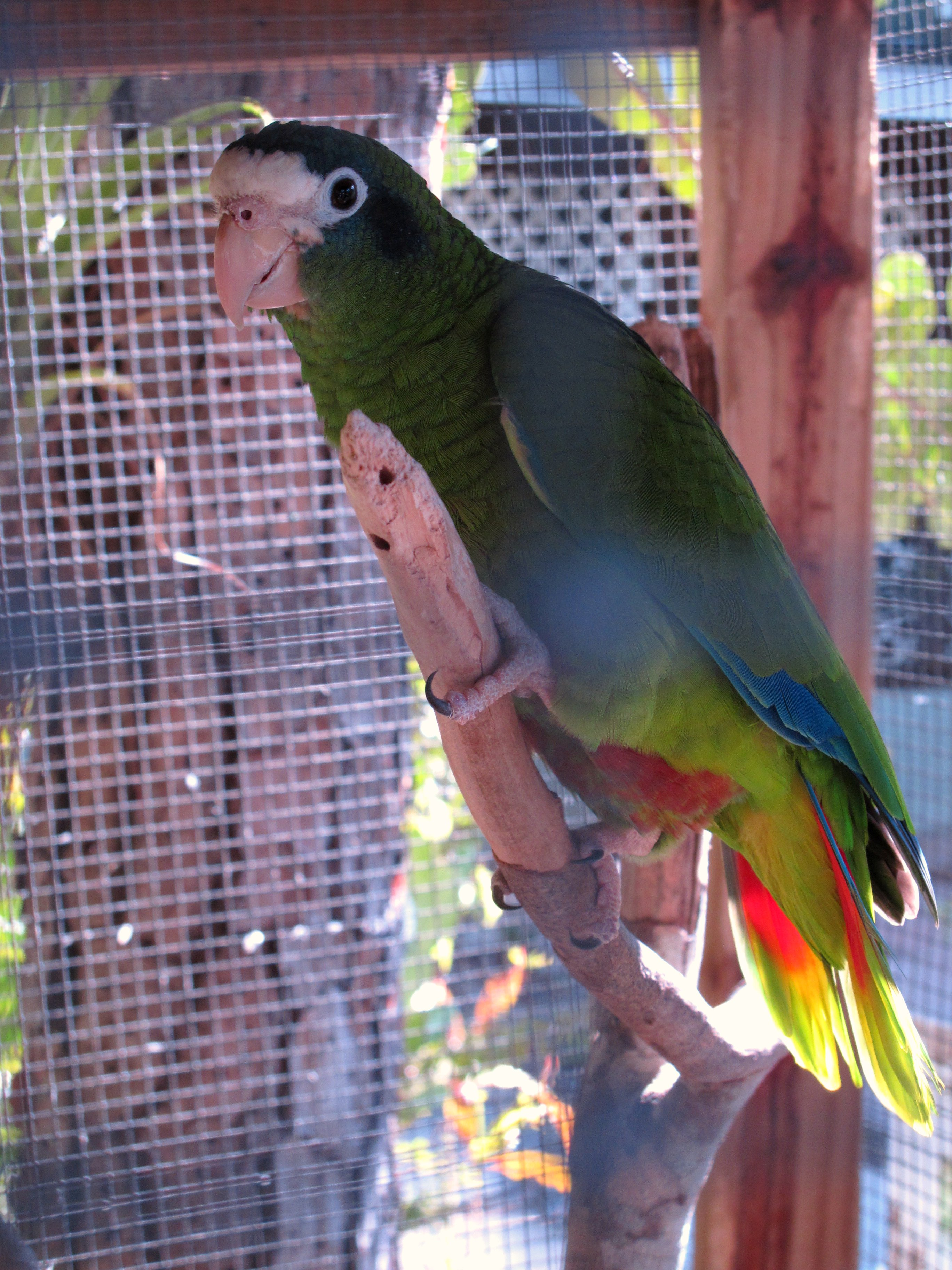
Cotorra de la Hispaniola
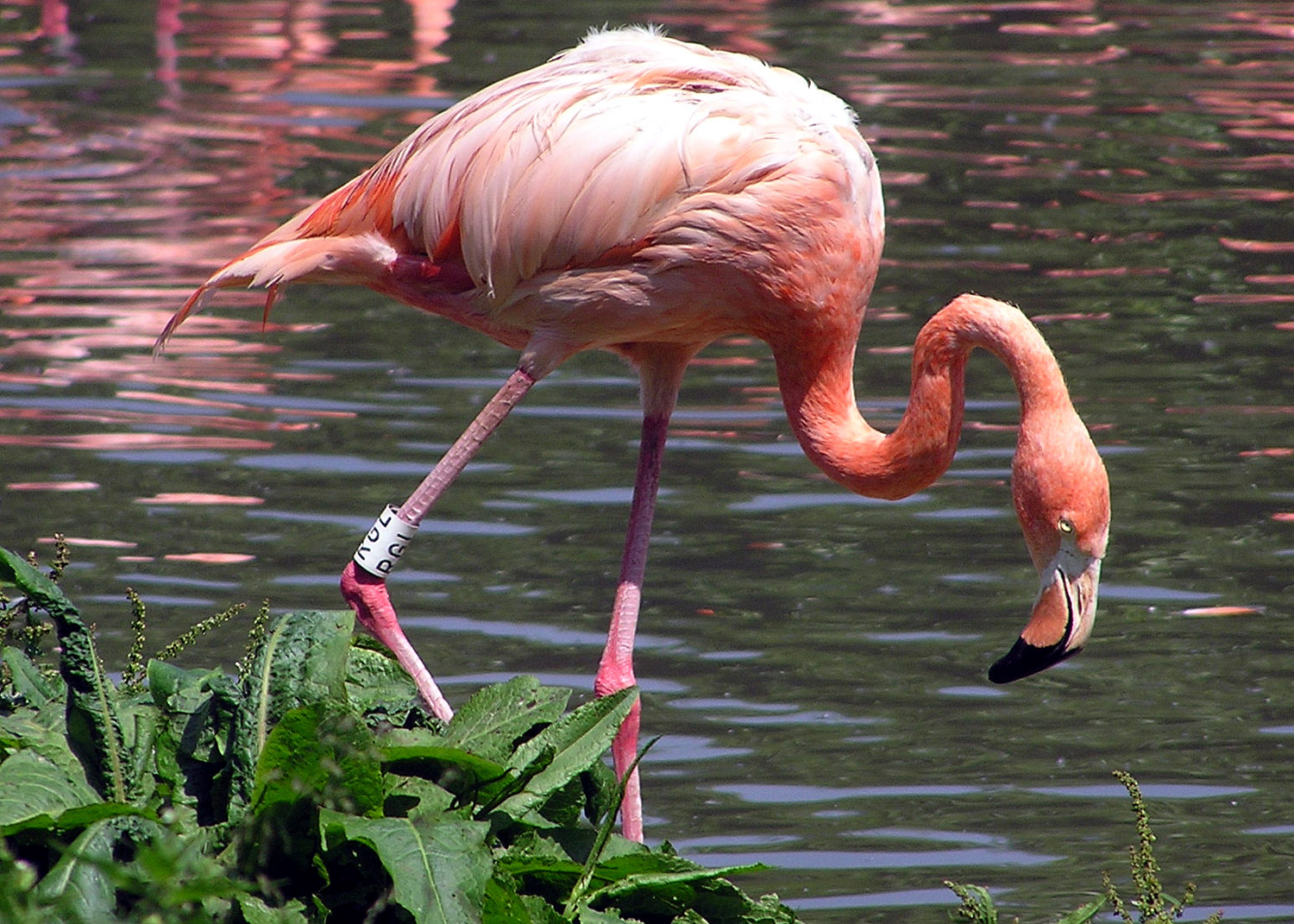
Flamenco americano
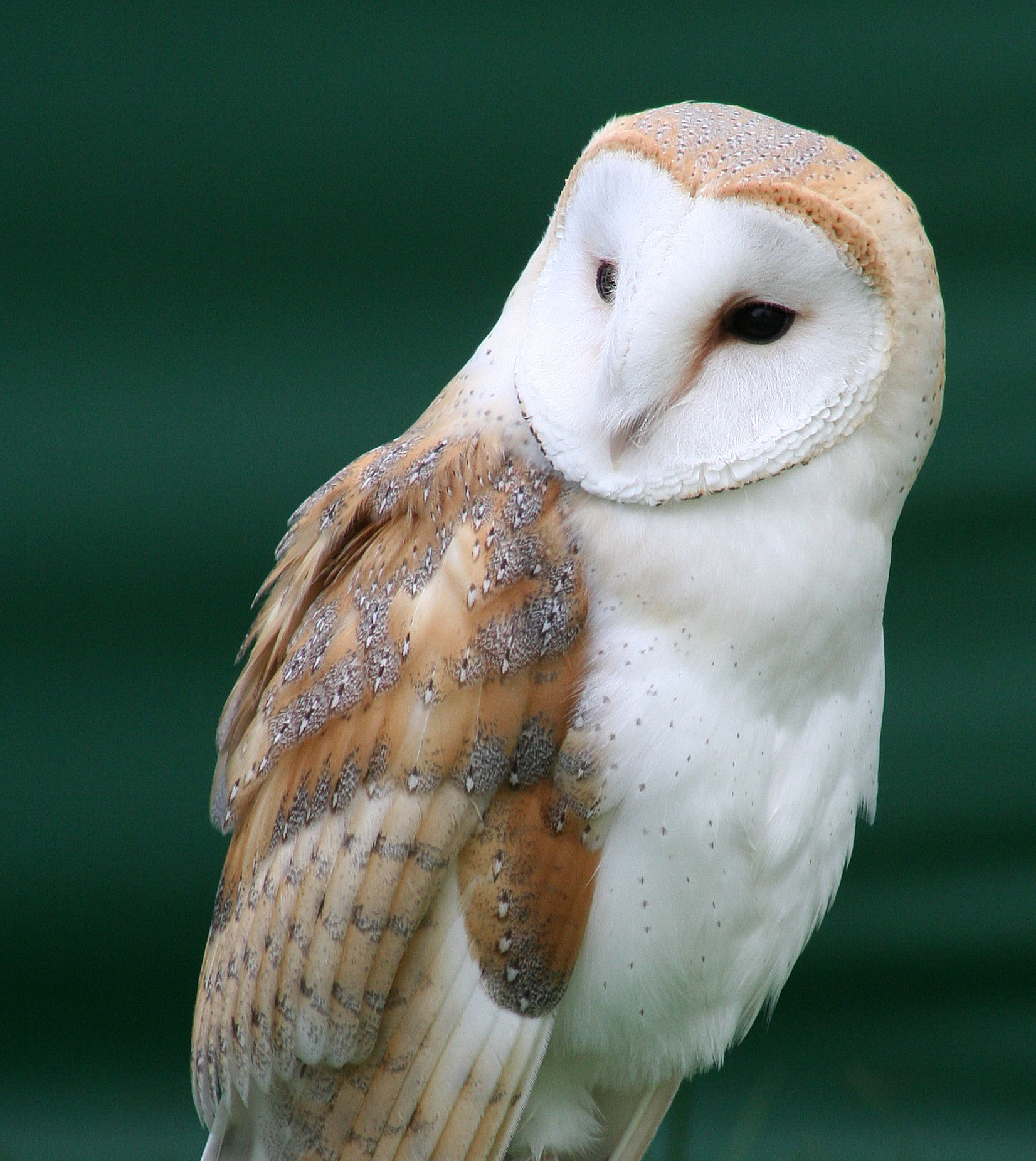
Lechuza blanca común
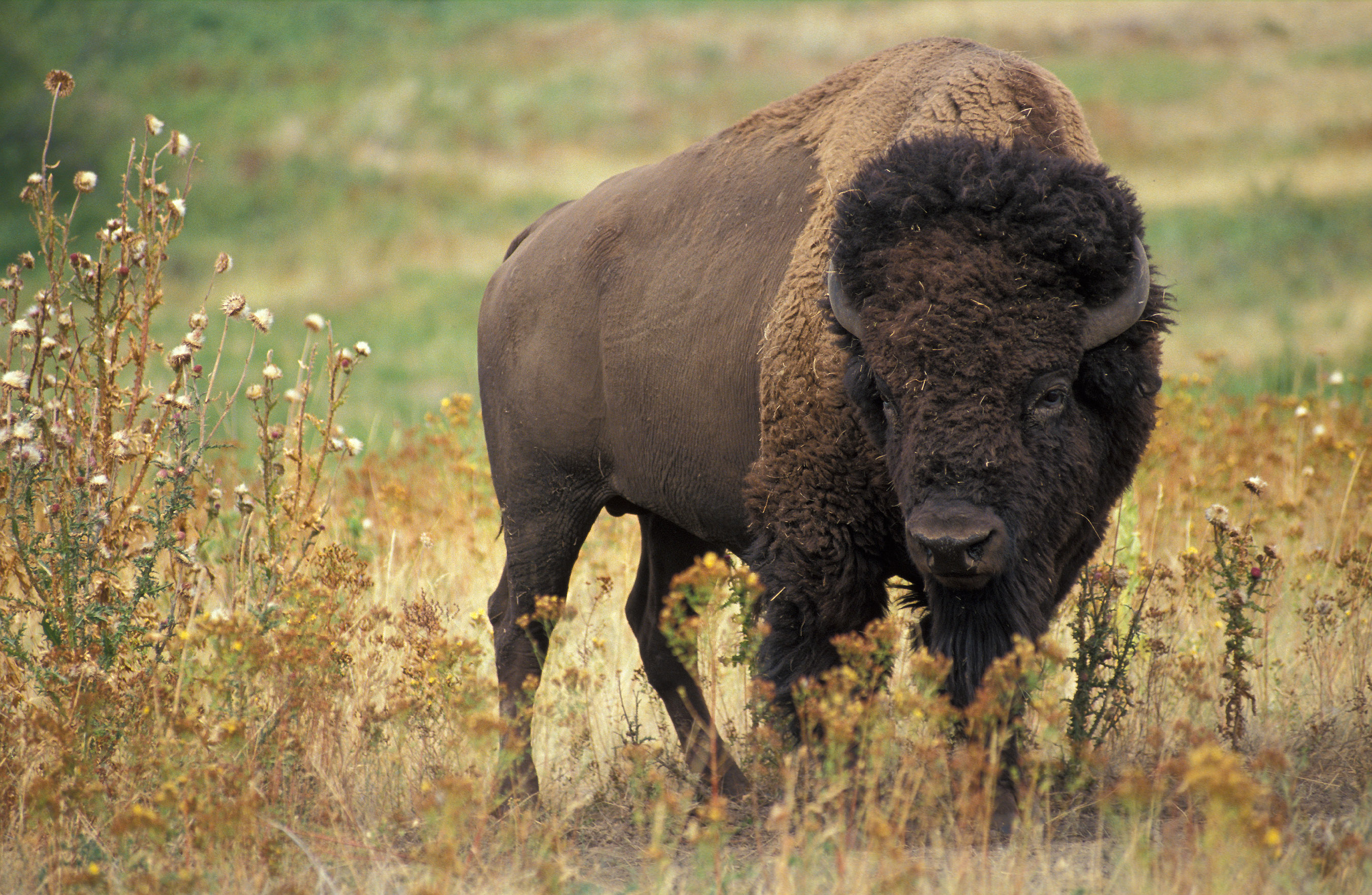
Bisonte americano
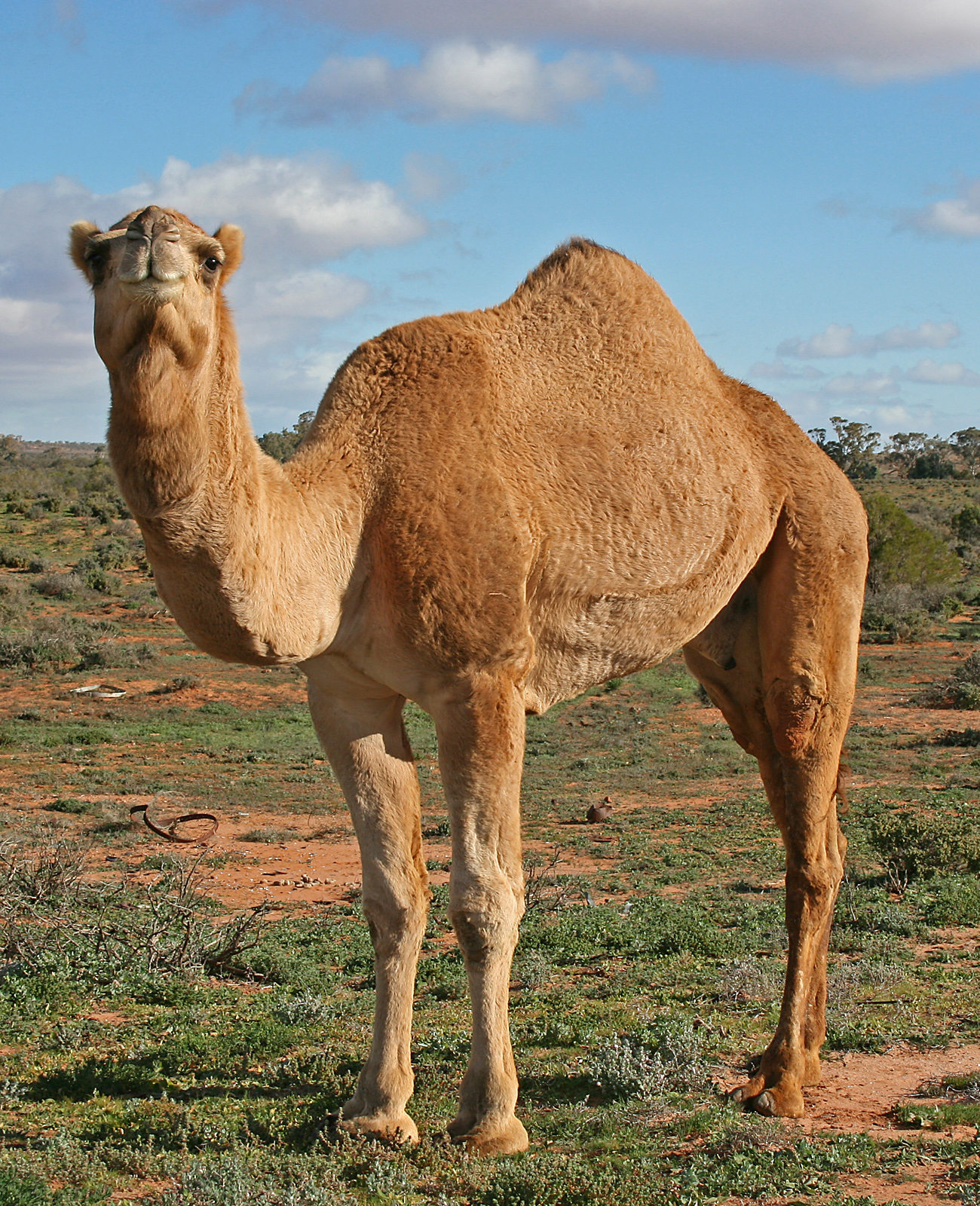
Camello dromedario
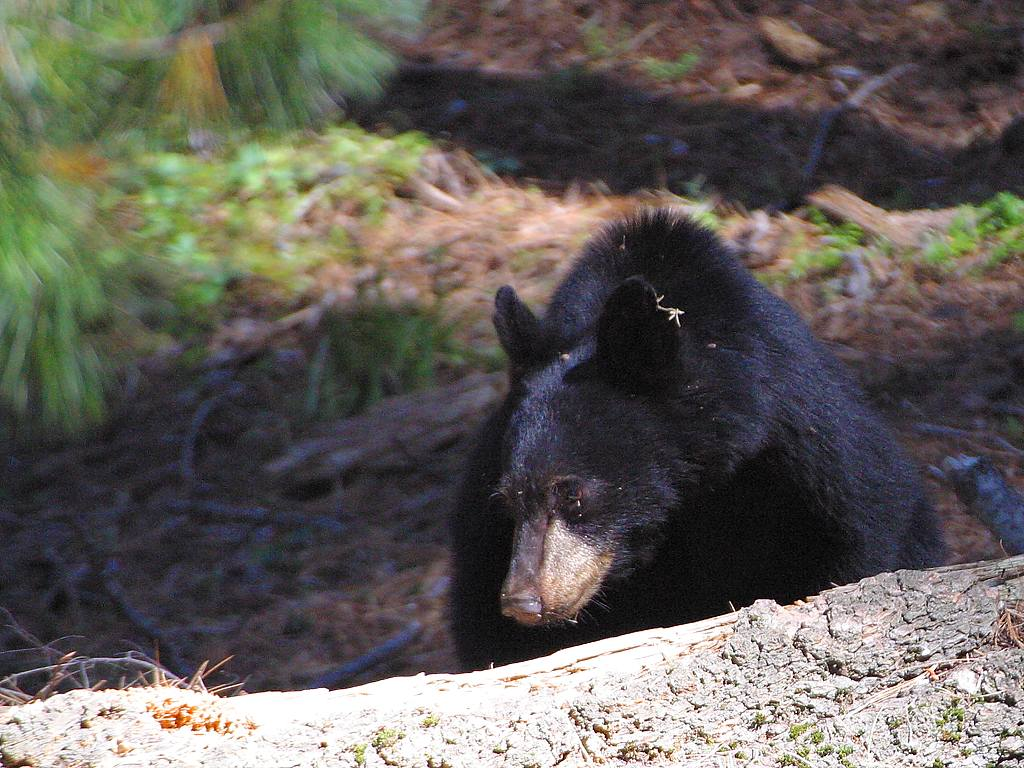
Oso negro americano
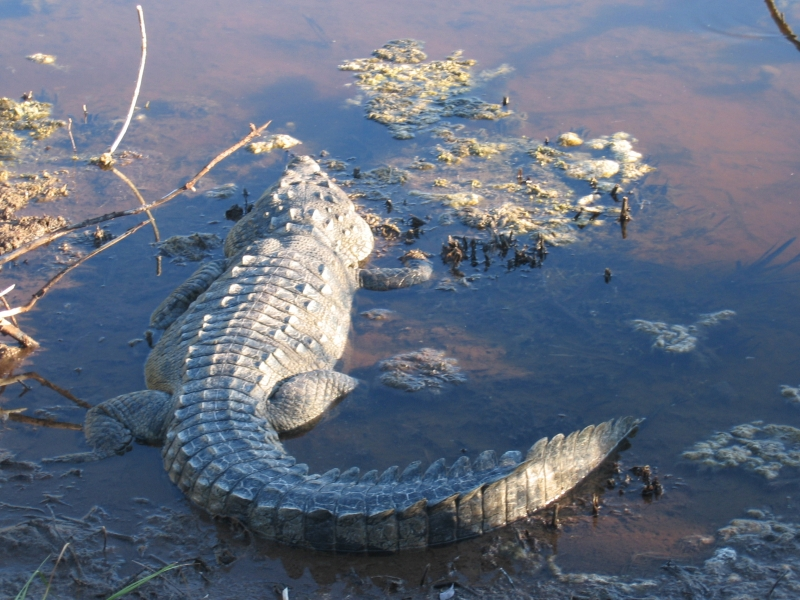
Cocodrilo americano
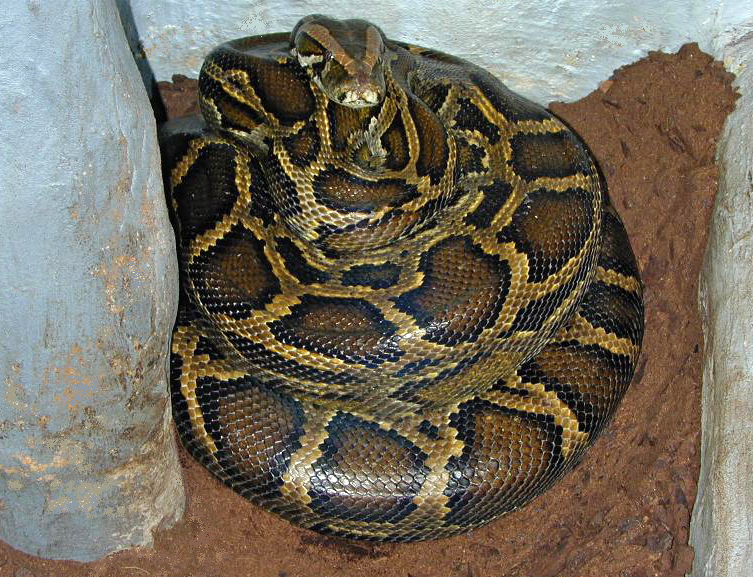
Pitón birmana
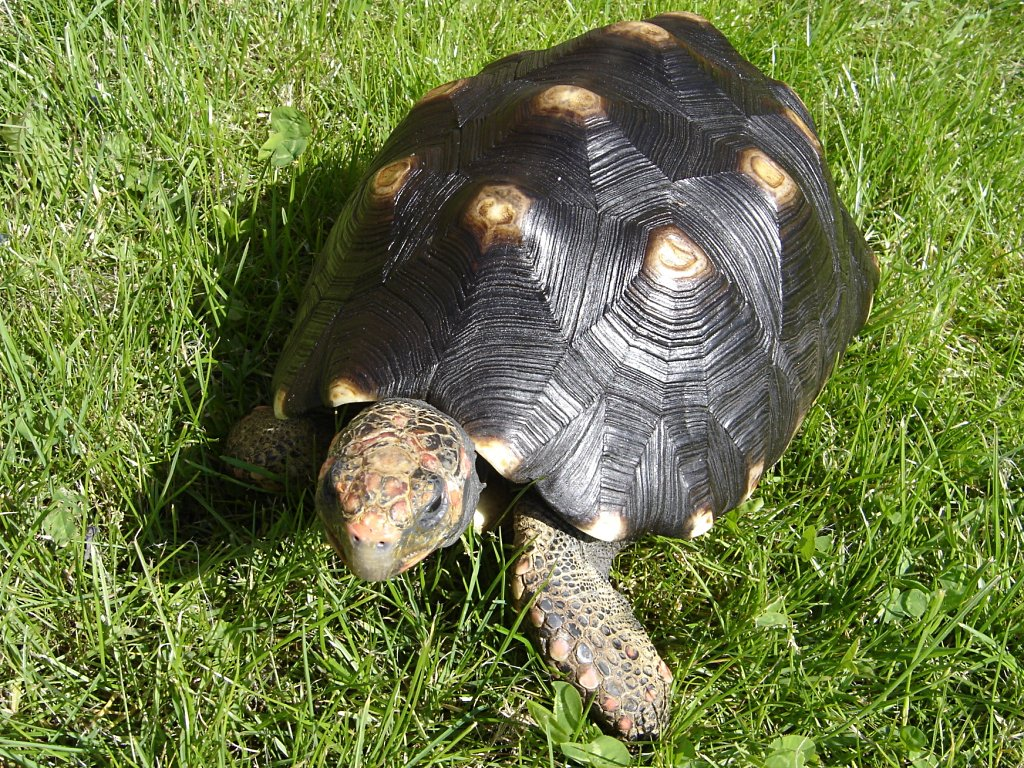
Tortuga de patas rojas
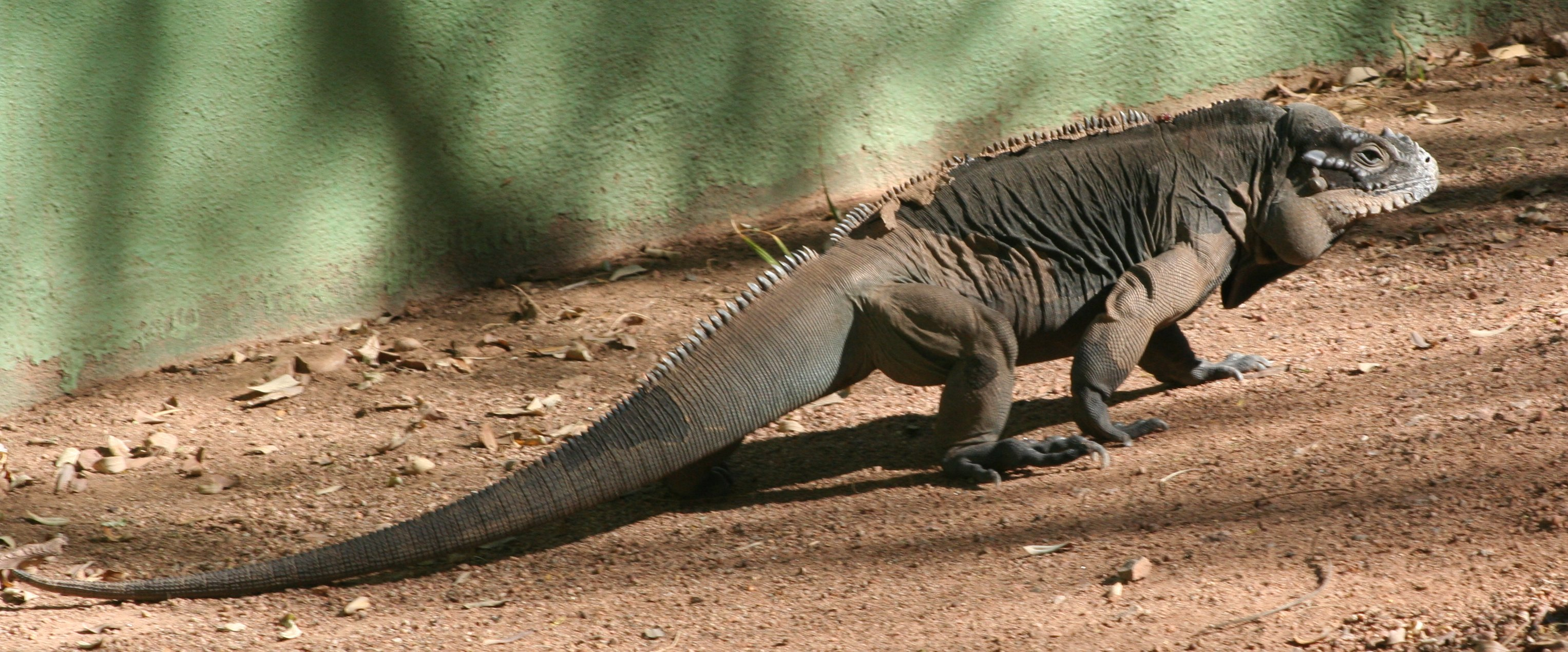
Iguana rinoceronte
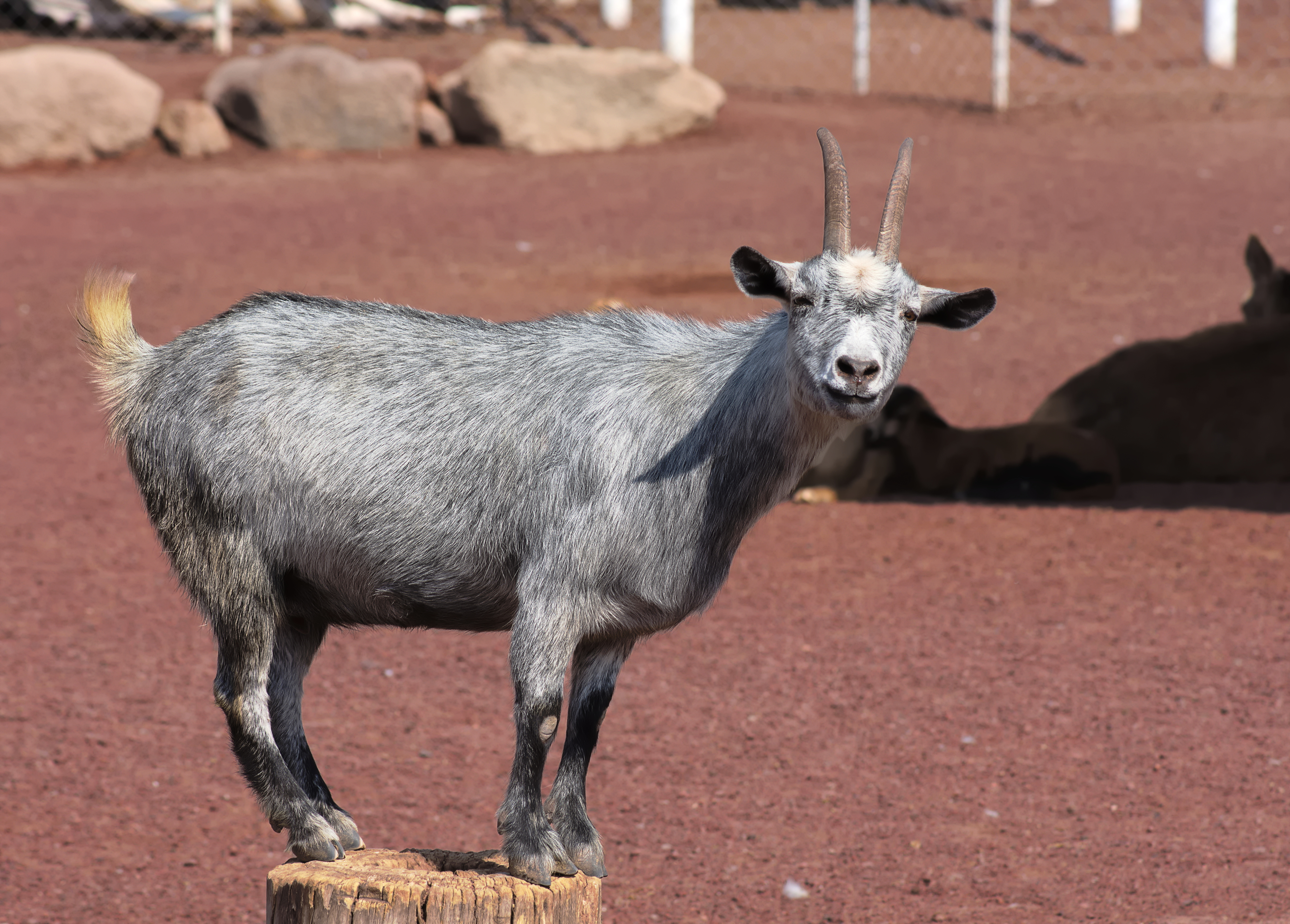
Cabra pigmea